# Malpighia
Malpighia es un género de cerca de 45 especies de arbustos o árboles pequeños de la familia Malpighiaceae. Son nativos de América central, Caribe y el norte de Suramérica. Las especies de este género tienen 1-6 m de altura con una corona densa y a menudo espinosa, las hojas son perennes, simples de 0,15-15 cm de largo, con sus bordes enteros o serrados. Las flores son solitarias en umbelas de dos o varias juntas con un diámetro de 1-2 cm y con cinco pétalos de color blanco, rosado, rojo o púrpura. El fruto es una drupa roja, anaranjada o púrpura que contiene 2-3 semillas duras. El fruto es dulce, jugoso y rico en vitamina C.

## Especies más importantes
- Malpighia aquifolia
- Malpighia cauliflora
- Malpighia coccigera
- Malpighia cubensis
- Malpighia emarginata
- Malpighia glabra (Acerola)
- Malpighia harrisii
- Malpighia mexicana
- Malpighia obtusifolia
- Malpighia proctorii
- Malpighia suberosa
- Malpighia urens - ahnaltzocotlque, palo bronco de Cuba.[1]

## Galería

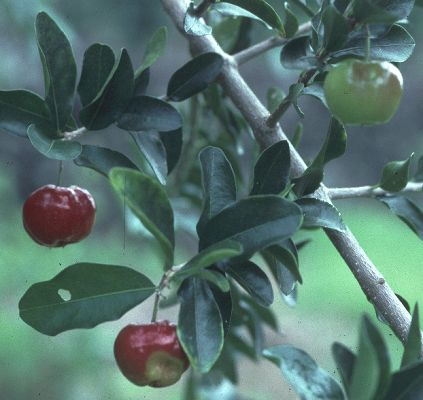
Malpighia glabra en fruto